# Естадио Алберто Х. Армандо
Естадио Алберто Хакиндо Армандо, по-известен с прозвището „Ла Бомбонера“ („Шоколадовата кутия“) е стадион в Буенос Айрес, Аржентина. На него играе известният аржентински футболен отбор „Бока Хуниорс“.
На 25 май 1940 г. „Бока Хуниорс“ и Сан Лоренцо завършват с 2:0 в първия мач, игран на „Ла Бомбонера“.
През 1995 - 1996 г. след ремонт капацитетът на игрището се увеличава до 57 395 места. Официалното име на стадиона „Естадио Алберто Хакиндо Армандо“ идва от някогашния президент на „Бока“. Стодионът е носил и името „Естадио Камило Кичер“, отново в чест на президент на отбора.
От линията за изпълнение на тъч до трибуните разстоянието е само 2 метра. Архитектурата позволява невероятна акустика. Гласовете на феновете се чуват 2 пъти по-силно, отколкото извън стадиона.
„Ла Бомбонера“ има 37 538 седалки, 17 077 места за правостоящи и 2780 места във ВИП ложите. По стените на стадиона могат да се видят много картини, нарисувани от художника Перес Челис, който представя легендарните футболисти и историята на тима през годините.
През 2001 г. в стадиона се открива музей на „Бока Хуниорс“, в който зала е изцяло посветена на легендата Диего Марадона. В музея се намират и няколко от легендарните фланелки с № 10, с които е играл Марадона. № 10 не се използва в „Бока Хуниорс“, защото се смята за свещен и неповторим.